# Ibrahim Al Hasan
Ibrahim Al Hasan (tiếng Ả Rập: ابراهيم الحسن) (sinh ngày 10 tháng 7 năm 1981 ở Syria) là một cầu thủ bóng đá Syria đã giải nghệ từng thi đấu cho Al-Nawair ở Giải bóng đá ngoại hạng Syria.

## Bàn thắng cho Đội tuyển quốc gia
| # | Ngày                | Địa điểm         | Đối thủ    | Tỉ số | Kết quả | Giải đấu       |
| - | ------------------- | ---------------- | ---------- | ----- | ------- | -------------- |
|   | 21 tháng 8 năm 2007 | New Delhi, Ấn Độ | Kyrgyzstan | 4-1   | Thắng   | Cúp Nehru 2007 |